# Bertrand Bouvier
Pour les articles homonymes, voir Bouvier.
Bertrand Hermann Bouvier, né le 6 novembre 1929 à Zurich et mort le 3 janvier 2025 à Genève, originaire de Zurich et de Genève, est un néohelléniste et professeur d'université suisse.

## Biographie

### Famille
Bertrand Bouvier est le fils d'André Bouvier, pasteur, le cousin de l'écrivain voyageur Nicolas Bouvier, et le petit-fils de Bernard Bouvier, éditeur d'Amiel, qui fut professeur de littérature française à la Faculté des Lettres de l'Université de Genève, puis le recteur de 1906 à 1908.

### Études
Bertrand Bouvier a étudié les lettres classiques et les langues modernes à l’Université de Genève, où il a obtenu sa licence en 1952, puis son doctorat en 1974, avec une thèse sur Le mirologue de la Vierge : chansons et poèmes grecs sur la passion du Christ.

### Carrière
Il est enseignant de grec ancien au Collège de Genève de 1956 à 1975 et à l'École de traduction et d'interprétation de Genève de 1956 à 1972. De 1957 à 1960 il est assistant de grec ancien et de latin à la Faculté des lettres de l'Université de Genève. Il y est chargé de cours de grec moderne à partir de 1957. En 1976, il est nommé professeur extraordinaire de grec moderne et de littérature grecque moderne puis professeur ordinaire en 1979, après la retraite de son maître Samuel Baud-Bovy.
Il prend sa retraite en 1995, devenant professeur honoraire.

### Principaux centres d'intérêt
Ses principaux centres d’intérêts sont la littérature et la musique populaire grecques modernes. Il a publié des traductions d’auteurs grecs en français et s’est particulièrement occupé d’Andreas Calvos ; il a aussi traduit en grec moderne des poèmes de Nicolas Bouvier et collaboré avec François Bovon au volume I des Écrits apocryphes chrétiens, publié dans la Bibliothèque de la Pléiade, il s'est aussi intéressé à la publication des Évangiles apocryphes.

### Mort
Il meurt le 3 janvier 2025 à Genève, à l'âge de 95 ans; les funérailles ont eu lieu au Temple de Saint-Gervais le 10 janvier.

## Distinctions
- Membre correspondant de l'Académie d'Athènes (1998) [12]
- Docteur honoris causa de l’Université de Chypre (2008)[13],[14]
- Docteur honoris causa de l'Université Aristote de Thessalonique (2016)[15]

## Décorations
- Commandeur (Ταξιάρχης) de l'ordre du Phénix (Grèce) (1998).

## Publications
- Cnemon le misanthrope (le Dyscolos), comédie de Ménandre (éd. avec Louis Gaulis et  Victor Martin), Genève, 1960.
- (el) Δημοτικά τραγούδια από χειρόγραφο της Μονής των Ιβήρων, έκδοση του Γαλλικού Ινστιτούτου Αθηνών, Athènes , 1960.
- Poètes contemporains de Salonique, (avec Yannis Constantinidis), Genève, Jeune Poésie, 1962.
- « Kalvos in Geneva », in: Modern Greek Writers, ed. by Edmund Keeley and Peter Bien, Princeton, Princeton University Press, 1972, p. 67-91.
- Fragment hymnographique d'un papyrus de Genève, (avec Claude Wehrli), Bruxelles, 1975.
- Un philosophe romain, un savant moine de Byzance, un helléniste genevois : Bétant, éditeur de Planude, traducteur de Boèce, Genève, 1975.
- Le mirologue de la Vierge: Chansons et poèmes grecs sur la passion du Christ, Schwabe, (Biblioteca Helvetica Romana. Bd. XVI), Bâle, 1976,  (ISBN 3-7965-1574-6).
- « Improvisateurs chypriotes: une journée avec les poètes populaires des Kokkinochoria » (avec Danaé Lazaridis (de)), in: Contribution de Chypre à la civilisation néo-hellénique. Actes du VIIIe Congrès international des néo-hellénistes des Universités francophones, Montpellier, 1984, p. 22-34.
- (el) Fred Boissonnas το Άγιον Όρος εν έτει 1930 / Fred Boissonnas, le Mont Athos en 1930 /, Athènes, 1994.
- (it) « Franco-graeco-italica. Appunti sulle canzoni profane del codice cipriota di Torino (B.N.J.II.9) », in: Testi letterari italiani tradotti in greco (dal '500 ad oggi), Rubbettino, Messine, 1994.
- « L'audience genevoise du cours de littérature grecque moderne de Jacovacky Rizo Néroulos, en 1826 », in : Roger Durand (éditeur), C'est la faute à Voltaire C'est la faute à Rousseau, Genève, Droz, 1997, p. 536-543.
- « Actes de Philippe », par Frédéric Amsler, Bertrand Bouvier et François Bovon, in: François Bovon et Pierre Geoltrain (éditeurs), Écrits apocryphes chrétiens, I (La Pléiade 442), Paris, Gallimard, coll. « Bibliothèque de la Pléiade »,1997, p. 1179-1320.
- Acta Philippi, Textus, édition critique en collaboration avec François Bovon et Frédéric Amsler, vol. 11 du Corpus Christianorum: Series Apocryphorum, Bruxelles, Brepols, 1999.
- (en) The critical edition of Q : synopsis including the Gospels of Matthew and Luke, Mark and Thomas with English, German, and French translations of Q and Thomas (avec  James Mac Conkey Robinson et Frédéric Amsler), Louvain, Peeters, 2000.
- « Sur la paraphrase de l'Iliade contenue dans le Genavensis graecus 44 », in: Olivier Reverdin (Dir.), Homère chez Calvin, Genève, Droz, 2000, p. 305-317.
- « Étienne le premier martyr: Du livre canonique au récit apocryphe » in: Cilliers Breytenbach et al. (éd.) Die Apostelgeschichte und die hellenistische Geschichtsschreibung. Festschrift Eckhard  Plümacher (Ancient Judaism & Early Christianity 57), Leiden, Brill, 2004, p. 309-331 [avec François Bovon].
- « De la Paix d’Aristophane à la Résurrection de Patmos », in: Mélanges offerts à André Hurst, Textes réunis par A. Kolde, A. Lukinovich et A.-L. Rey, Genève : Droz, 2005, p. 333-337.
- « La Révélation d’Étienne ou l’Invention des reliques d’Étienne, le saint premier martyr (Sinaiticus Graecus 493) » (avec François Bovon), in: Poussières de christianisme et de judaïsme antiques (Mélanges Jean-Daniel Kaestli et Éric Junod), éd. Albert Frey et Rémi Gounelle, Lausanne, Éd. du Zèbre, 2007,p. 79-105.
- « La vie musicale à la cour des Lusignans à la fin du XIVe et au début du XVe siècle. Le manuscrit de Turin J.II.9 », in: Matteo Campagnolo et Marielle Martiniani-Reber (éditeurs), Chypre d’Aphrodite à Mélusine. Éclairages archéologiques et historiques, Genève, Éd. de la pomme d'or, 2007 p. 139-146.
- « Elie-Ami Bétant helléniste et philhellène », in: Bernard Lescaze et Mario Turchetti (Dir.) Mythes et réalités au XVIe siècle. Foi, idées, images, Alessandria, 2008,p. 167-174.
- (fr) (el) Introduction, édition, traduction en grec moderne, étude de : Jacovaky Rizo Néroulos Analyse raisonnée de l'ouvrage intitulé Charte Turque – Ιακωβάκη Ρίζου Νερουλού Κριτική ανάλυση του συγγράμματος που επιγράφεται “Τουρκική Χάρτα”. Εισαγωγή, έκδοση, μετάφραση, ευρετήρια (avec Anastasia Danaé Lazaridou (de)), Athènes, Μορφωτικό Ίδρυμα Εθνικής Τραπέζης, 2013, 356 p.  (ISBN 978-960-250-559-5).
- Samuel Baud-Bovy, 1906–1986 : néohelléniste, ethnomusicologue, musicien, Études publiées par Bertrand Bouvier et Anastasia Danaé Lazaridis, avec la collaboration de Hionia Saskia Petroff, Librairie Droz, Genève, 2016.
- (el) « Από τ᾽αρχαία στα νέα. Η πορεία ενός ξένου ελληνιστή » (discours tenu à l'Université de Patras), Patras, Το Δόντι, 2017, 37 p.  (ISBN 978-960-9772-67-9)
- (fr + en + el + tr) K. Polychroniadis, Plaidoyers pour la Grèce insurgée en 1821. Un intellectuel au service de l'Indépendance grecque (avec Matteo Campagnolo, Nikos Nikoloudis et Irini Sarioglou), Athènes, Ελληνικό Ίδρυμα Ιστορικών Μελετών (Hellenic History Foundation - ΙDISME),‎ 2021 (ISBN 978-9-609-78912-7)
- (el) « Βιβλιοκρισία της Αλληλογραφίας του Ιω. Καποδίστρια, Γενεύη 1839-1840, από Barthélémy Bouvier (1840)», Athènes, Ναξιακά 14, 2024 (avec la collaboration de Matteo Campagnolo).